# バタフライ (2025年のテレビドラマ)
『バタフライ』はAmazon Prime Videoで2025年8月13日に公開されたアメリカのスパイスリラーテレビドラマ。
全6話からなるシリーズは、アラッシュ・アメルが企画し、アメルとマルガリート・ベネットが原作を、アントニオ・フソーとステファノ・シメオンが作画を担当したブーム!スタジオのグラフィックノヴェルのシリーズをもとにしている。

本作にはダニエル・デイ・キムが、過去が再び表面化し、彼とその家族の命が脅かされることになる韓国に住む元米国諜報部員デヴィッド・ジョン役で主演している。

## 登場人物と配役
括弧内は日本語吹き替え

### メイン
デヴィッド・ジョン
演：ダニエル・デイ・キム（新垣樽助）
レベッカ
演：レイナ・ハーデスティ（伊藤静）
デヴィッドの娘
オリヴァー・バーンズ
演：ルイス・ランドー
ジュノー
演：パイパー・ペラーボ（樋口あかり）
キム・ユジン キム・テヒ 
ホリス ショーン・デュラク

### リカーリング
キム・ユンジュ
演：キム・テヒ
チョイ・ヨンシク
演：パク・ヘス
ジョン・ミンヘ
演：キム・ナヨン
グン
演：キム・ジフン
ジョージ・ドーソン上院議員
演：チャールズ・パーネル
ホリス
演：ショーン・デュレイク

### ゲスト
キム・ドゥテ
演：ソン・ドンイル
デヴィッド・ジョンの義理の父親
キム夫人
演：イ・イルファ
デヴィッド・ジョンの義理の母親

## エピソード
| 通算 話数 | タイトル          | 監督             | 脚本                            | 放送日        |
| --------- | ----------------- | ---------------- | ------------------------------- | ------------- |
| 1         | "再会" "Pilot"    | キタオ・サクライ | ステフ・チャ & ケン・ウッドラフ | 2025年8月13日 |
| 2         | "大邱" "Daegu"    | キタオ・サクライ | ステフ・チャ                    | 2025年8月13日 |
| 3         | "釜山" "Busan"    | キム・ジンミン   | ダイアナ・ソン                  | 2025年8月13日 |
| 4         | "浦項" "Pohang"   | キム・ジンミン   | デニース・テ                    | 2025年8月13日 |
| 5         | "ソウル" "Seoul"  | ジャン・ターナー | スン・ノ                        | 2025年8月13日 |
| 6         | "別れ" "Annyeong" | ジャン・ターナー | デイヴ・カルスタイン            | 2025年8月13日 |

## 製作

### 企画
このシリーズはケン・ウッドラフとステフ・チャが共同で企画と脚本を担当し、ウッドラフはショーランナーもつとめた。最初の２エピソードはキタオ・サクライが監督した。ダニエル・デイ・キムはAmazon MGMスタジオとの契約に基づいて企画されたこのシリーズにに主演し、さらに自身の制作会社の3ADを通じて製作総指揮もつとめている。
製作総指揮には3ADのジョン・チェン、ブーム!スタジオのスティーヴン・クリスティおよびロス・リッチー、アメル・カンパニーのアラッシュ・アメルも名を連ねている。ブーム!スタジオのアダム・ヨーリンが副製作総指揮をつとめた。

### キャスティング
2023年12月に、レイナ・ハーデスティがダニエル・デイ・キムと共に出演することが発表された
。
2024年1月、パク・ヘス、キム・テヒおよびキム・ナヨンがリカーリング出演者としてキャストに加わった
。
2024年2月にパイパー・ペラーボの出演が発表された
。
2024年3月、ルイス・ランドーがレギュラーとしてシリーズに加わった。
2024年4月にはショーン・デュレイク、キム・ジフン、チャールズ・パーネルがレギュラーキャラクターとしてシリーズに加わり、ソン・ドンイルとイ・イルファがゲスト出演することが発表された。

## 公開
『バタフライ』は2025年8月13日にAmazonプライムビデオで公開され、全6話がストリーミング配信された。

## 評価
レビュー種集サイトのRotten Tomatoesは、18件の批評家のレビューをもとに72%の肯定的な評価を報じた。ウェブサイトの批評家の総意は「ダニエル・デイ・キムの堅実な乗り物である『バタフライ』は、控えめに羽ばたくだけだが、信頼できるスリルと家族ドラマを提供している」となっている。加重平均を使用するMetacriticは8件の批評に基づいて100点中61点を与え、「概ね好意的なレビュー」を示した。